# Castleguard Mountain
Castleguard Mountain är ett berg i Kanada.   Det ligger i provinsen Alberta, i den centrala delen av landet, 3 100 km väster om huvudstaden Ottawa. Toppen på Castleguard Mountain är 3 000 meter över havet, eller 403 meter över den omgivande terrängen. Bredden vid basen är 3,6 km.
Terrängen runt Castleguard Mountain är bergig söderut, men norrut är den kuperad.Trakten runt Castleguard Mountain är nära nog obefolkad, med mindre än två invånare per kvadratkilometer.. Det finns inga samhällen i närheten. 
Trakten runt Castleguard Mountain är permanent täckt av is och snö.